# 莫氏短鰩
莫氏短鰩（學名：Breviraja mouldi），為軟骨魚綱鰩目鰩科短鰩屬的一種，分布於中西大西洋宏都拉斯外海海域，深度355至775公尺，體長可達41公分，棲息在深海海域，為底棲性魚類，屬肉食性，卵生，卵囊為長方形並有堅硬角狀突起，生活習性不明。